# カーリ (北欧神話)
カーリ（古ノルド語: Kári）は、風の言い換え（ケニング）として、北欧神話のスールルのうちの1つで言及される、おそらくは巨人の名である。

## 解説
カーリは、ともに『フラート島本』に残されている『オークニー諸島人のサガ』(en)および『ノルウェーはいかに住まわれしか』(en)にのみ現れる。
そこではカーリが、その父で巨人のフォルニョートの王国の後継者として登場する。
彼の兄弟は火の象徴であるロギ(Logi)、そして海の支配者であるフレール(Hlér)またはエーギル(Ægir) といわれている。
『如何に-』によれば、カーリの子孫はフィンランドとクヴェンランドの支配者となった。
さらに、カーリは、『オークニー諸島人のサガ』によってフロスティ（Frosti。「霜」の意）、あるいは『ノルウェーはいかに住まわれしか』よってヨークッル（Jökul。「つらら」「氷」「氷河」の意）と名前をつけられた息子の父となった。
孫はスネー（スナー、スナィルとも。Snær）とされている。

## 備考
アイスランド出身の歌手ビョーク(Björk)が、2001年に発表したアルバム『ヴェスパタイン』(Vespertine)の中の1曲に、『Frosti』というタイトルのものがある。